# Victor-Eugène-Lucien-Gabriel Petin
Victor-Eugène-Lucien-Gabriel Petin, francoski general, * 27. junij 1872, † 20. junij 1962.